# Ernst-Christian Gerhold

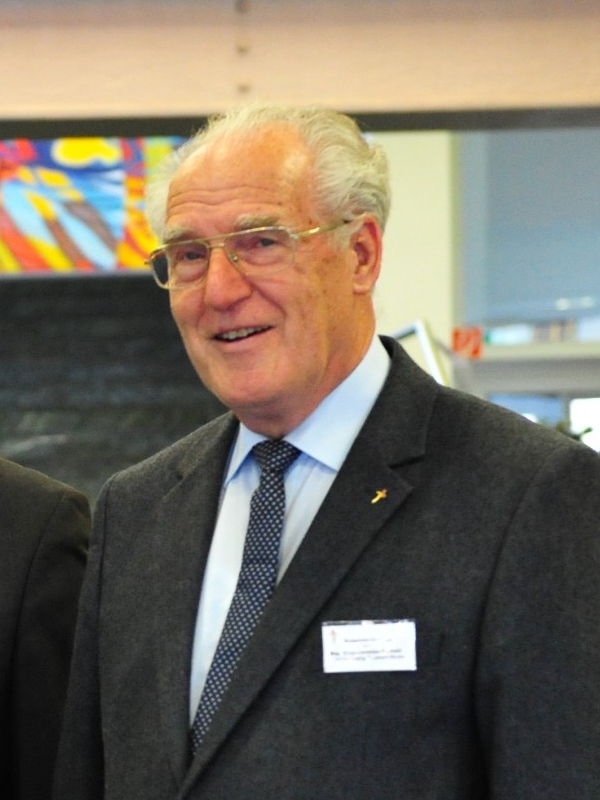
Ernst-Christian Gerhold (2018)

Ernst-Christian Gerhold (* 1942 in Linz) ist ein österreichischer evangelisch-lutherischer Theologe.

## Leben
Sein Vater Gerhard Gerhold war Pfarrer in der Heilandskirche in Graz, wo Ernst-Christian Gerhold aufwuchs. Er studierte von 1961 bis 1966 Evangelische Theologie in Wien und Berlin. Außerdem erhielt er eine Ausbildung in Blockflöte und Querflöte am Konservatorium Graz und studierte vier Semester Geschichte in Graz. Sein Vikariat absolvierte Gerhold von 1966 bis 1968 in Bruck an der Mur, wo er 1968 auch zum Pfarrer ordiniert wurde. Er arbeitete zunächst als Pfarrer im Schuldienst an der Grazer Heilandskirche und unterrichtete u. a. am Akademischen Gymnasium in Graz. 1976 wurde er Fachinspektor für den evangelischen Religionsunterricht an höheren und mittleren Schulen in der Steiermark und im Burgenland.
1987 wurde Ernst-Christian Gerhold als Nachfolger von Günter Matthias Rech zum Superintendenten der Evangelischen Superintendentur A. B. Steiermark gewählt. Er war ferner Vizepräsident der Synode der Evangelischen Kirche A. B. in Österreich und der Generalsynode der Evangelischen Kirche A. u. H. B. in Österreich. In seiner Tätigkeit als Superintendent bemühte er sich besonders um die Ökumene. 1999 legte Gerhold sein Amt nieder. Sein Nachfolger als Superintendent wurde Hermann Miklas.

## Schriften
- Deutung des Deckengemäldes im Andachtsraum auf der Burg Strechau. Lassing 1992.
- Evangelische Kirche Neuhaus-Trautenfels (1575–1599). Trautenfels 1992.
- Der Baum als Symbol in der evangelisch-reformatorischen Theologie und Frömmigkeit. Mariahof 1995
- Erfahrungen eines Evangelischen mit der römisch-katholischen Kirche in Österreich. Graz 1996
- Auf dem Weg zur Bildungssynode. Wien 1996.
- Evangelische Kunst und Kultur in der Steiermark. Graz 1996.
- Synodale und demokratische Elemente und Praxis in der Evangelischen Kirche in Österreich. Graz 1998.
- Die Evangelische Kirche Augsburgischen Bekenntnisses in der Steiermark. Wien 2002.
- Konfession und Ökumene: die christlichen Kirchen in der Steiermark im 20. Jahrhundert. Wien 2002.
- Die Evangelische Kirche. Graz 2004.
- Der Dienst der Michaelsbruderschaft an der Kirche heute. Wien 2005.

## Auszeichnungen
- Josef-Krainer-Heimatpreis (2004)[1]
- Großes Goldenes Ehrenzeichen des Landes Steiermark mit dem Stern (2008)